# Rammstein
Rammstein este o formație germană de Neue Deutsche Härte formată în anul 1994. Stilul lor muzical, pe care ei l-au numit Tanz-Metall (Dance Metal) încorporează elemente de industrial metal, muzică electronică, Neue Deutsche Härte și heavy metal. Versurile sunt cu precădere în limba germană.  
După ce au câștigat un concurs pentru trupe de amatori, Rammstein a reușit să înregistreze demo-uri și să le trimită la diferite case de discuri; în cele din urmă au semnat cu Motor Music. Lucrând împreună cu producătorul Jacob Hellner, ei au lansat albumul de debut Herzeleid în anul 1995. Deși albumul s-a vândut prost, formația a câștigat popularitate prin intermediul performanțelor lor live. Ridicarea lor a condus la lansarea celui de-al doilea album, Sehnsucht, doi ani mai târziu. Au debutat pe primul loc în Germania și au dus un turneu mondial de aproape 4 ani dând  naștere single-urilor de succes "Engel" și "Du hast", precum și albumul live Live aus Berlin.
În urma turneului expansiv, Rammstein a semnat cu casa de discuri, Universal Music Group și au lansat albumul Mutter în anul 2001. Șase single-uri au fost lansate din album, toate înregistrând în mai multe țări din întreaga Europă. Singurul single, "Sonne", a ajuns pe locul 2 în Germania. L-au lansat pe Reise, Reise în anul 2004 și au avut încă două single-uri care au ajuns pe locul 2 în Germania; "Mein Teil" și "Amerika". În anul următor a apărut lansarea celui de-al cincilea album, Rosenrot, și o versiune live, Völkerball, după un an. Trupa a lansat cel de-al șaselea album, Liebe ist für alle da, în anul 2009, cu single-ul "Pussy", devenind primul lor hit în Germania, în ciuda faptului că piesa are un videoclip controversat. Trupa a intrat apoi într-un hiatus de înregistrare și au făcut turnee de mai mulți ani, lansând albumul Made in Germany, precum și albumele live Rammstein in Amerika și Rammstein: Paris. După un deceniu fără muzică nouă, Rammstein a revenit în 2019 cu piesa "Deutschland", care a devenit cel de-al doilea cel mai bun hit din Germania. Cel de-al șaptelea album de studio, intitulat "Rammstein", a fost lansat pe 17 mai 2019 și a ajuns pe locul 1 în 14 țări.
Rammstein a fost una dintre primele trupe Neue Deutsche Härte; albumul lor Herzeleid, a condus presa muzicală pentru a moneza acest termen. Stilul lor de muzică a avut în general o recepție pozitivă din partea criticilor muzicieni. Din punct de vedere comercial, trupa a avut un succes foarte mare, câștigând numeroase volume de 1 album, precum și certificări de aur și platină în țări din întreaga lume. Spectacolele lor live, care de multe ori prezintă pirotehnică, au jucat un rol în creșterea popularității lor. În ciuda succesului, formația a fost supusă unor controverse. Imaginea lor de ansamblu a fost criticată, videoclipul pentru "Pussy" a fost intercalat cu scene de pornografie, iar piesa "Ich tu dir weh" a forțat albumul Liebe ist für alle da să fie re-lansată în Germania, din cauza versurilor sale grafice despre sex.

## Membri
Rammstein a păstrat aceeași componență de la înființarea din anul 1994, un caz aproape unic în formațiile de metal. Membrii spun că dacă un membru ar pleca, acesta ar fi sfârșitul lui Rammstein. Flake adesea spune că nu este un membru oficial, ci doar "colaborează" cu trupa.
- Till Lindemann - voce
- Richard Z. Kruspe - chitară, sprijin vocal
- Paul Landers - chitară ritmică, sprijin vocal
- Oliver "Ollie" Riedel - chitară bas
- Christoph "Doom" Schneider - tobe, percuție
- Christian "Flake" Lorenz - sintetizator, claviatură, trompetă

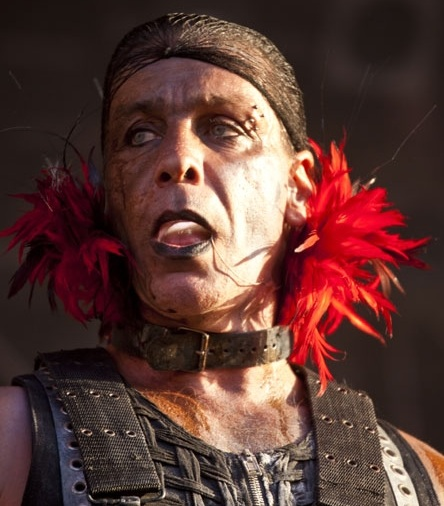
Till Lindemann
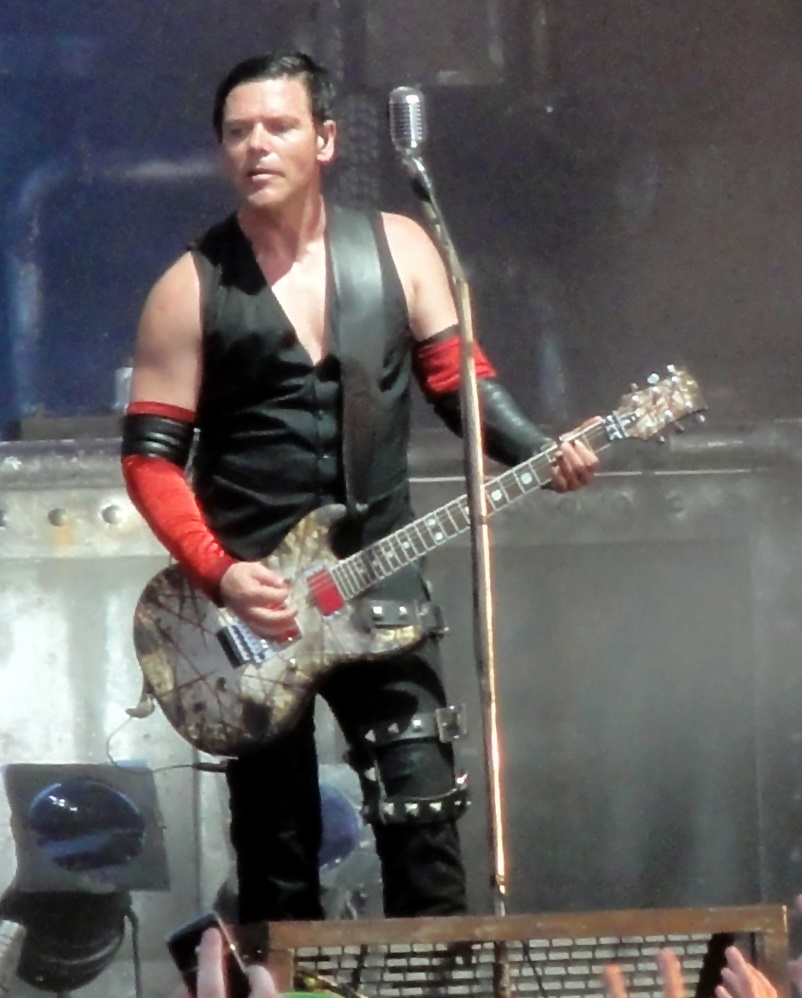
Richard Kruspe
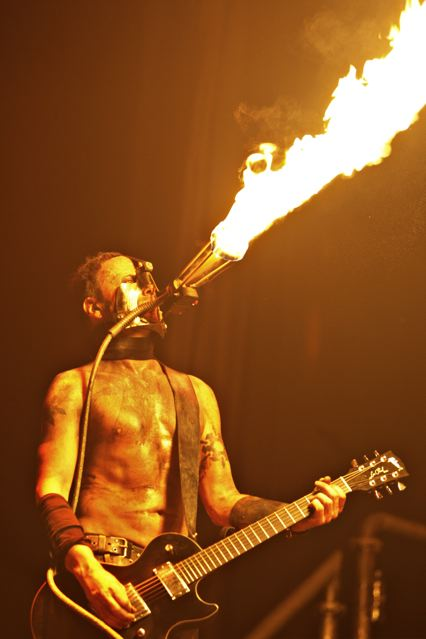
Paul Landers
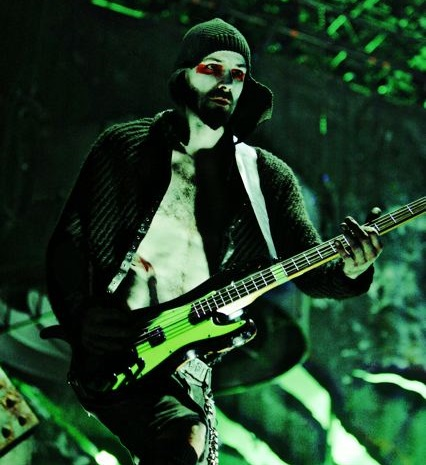
Oliver Riedel
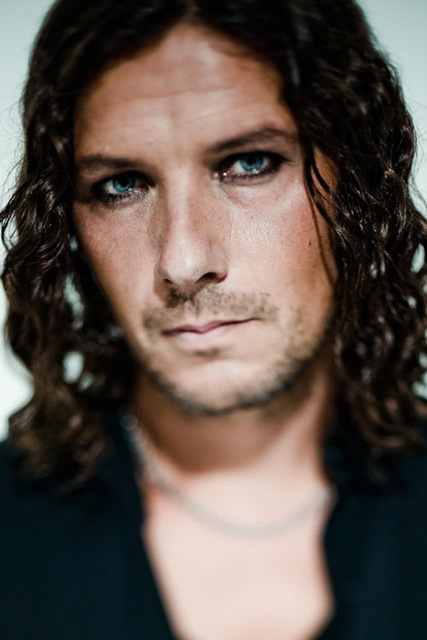
Christoph Schneider
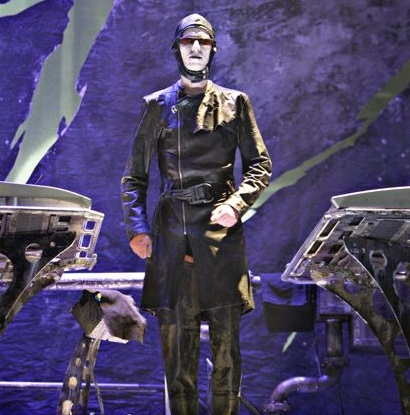
Flake Lorenz

## Stil
Deși sunt încadrați la stilul industrial metal sau, în special în Germania, la - Neue Deutsche Härte (noua duritate germană), muzica lor cuprinde o varietate de stiluri, inclusiv: German Hard Rock și heavy metal. Trupa a fost influențată puternic de trupa Laibach, un grup sloven neo-clasic și industrial. Alte influențe includ DAF (Deutsch-Amerikanische Freundschaft), Oomph!, pe care Rammstein au citat-o ca fiind principala sursă de inspirație pentru ei și Ministry, dar diferența clară dintre melodiile "Bestrafe mich", "Te quiero, puta" și "Ohne dich" îngreunează clasificarea trupei într-un anumit stil. 
Stilul lor a stârnit multe critici. Jam Showbiz (aprilie 2001) spunea despre Mutter ca fiind "muzică de invadat Polonia". Ziarul Southland Times (17 decembrie 1999) din Noua Zeelandă sugera faptul că vocea lui Till Lindemann ar face pe țărani să se ascundă în casele lor și să blocheze ușile. New York Times (9 ianuarie 2005) comenta: "Domnul Lindemann a arătat un aer de o masculinitate brutală și plină de violență facând să pară că ar sări în mulțime, ar înșfăca un fan și l-ar mușca de cap". 
Alte critici au fost mai degrabă pozitive. Stephen Thomas Erlewine de la All Music Guide comenta: "Îmbinarea de zgomot industrial, chitare grinding metal și vocea de operă reprezintă o combinare zguduitor de puternică".
"Noi doar împingem limita" a spus Till Lindemann într-un interviu acordat revistei rock Kerrang!. 
"Noi nu putem face nimic dacă publicului nu îi place ca limitele să fie împinse spre extrem."

## Versuri
Aproape toate versurile Rammstein sunt în germană, însă trupa a înregistrat și câteva versiuni în engleză ale melodiilor "Engel", "Du hast" și "Amerika", precum și cover-urile "Stripped" și "Pet Semetary". În plus, versurile melodiilor "Amerika", "Stirb nicht vor mir//Don't die before I do" și "Moskau" nu conțin doar versuri în germană, ci și în engleză și rusă. "Te quiero, puta!" este în totalitate in spaniolă. Oliver Riedel comentează acest lucru: "Limba germană se potrivește muzicii heavy metal. Franceza ar trebui să fie limba dragostei, însă germana este limba furiei". (Sunday Herald Sun, Melbourne, Australia, 24 octombrie, 2004).
Jocul de cuvinte este o componentă fundamentală a versurilor Rammstein. În câteva rânduri, versurile sunt compuse în așa fel încât să fie interpretate în mai multe moduri. Melodia "Du hast" de exemplu, este un joc al jurământului de căsătorie (Willst du, bis der Tod euch scheidet, treu ihr sein für alle Tage?) însă tradiționalul răspuns "ja" este înlocuit prin negația "nein". De fapt, melodia începe cu un joc de cuvinte "Du... Du hast... Du hast mich...", fonetic la fel cu "du hasst mich = mă urăști”, însă mai târziu ambiguitatea provocată (clară în limba germană/engleză, nu și în română) este clarificată "Du hast mich gefragt" (Tu m-ai întrebat).
Rammstein folosește adesea ritmul pentru a crea efecte similare. Exemplu din melodia "Los": 
```
   Es ist hoffnungslos (Este fără speranță)
   Sinnlos (Fără sens)
   Hilflos (Fără ajutor)
   Sie sind Gott [pauză]
   Los.
```

Ultimele două versuri pot fi interpretate în mai multe feluri: "Sie sind Gott. / Los!" pot însemna "Ei sunt Dumnezeu. / Pleacă!" dar "Sie sind Gott los" poate fi tradus și prin "A se lepăda de Dumnezeu". "Sie sind gottlos" înseamnă "Ei sunt fără Dumnezeu". "Sie sind" poate fi tradus, de asemenea, prin forma de politețe "Dumneata ești".
În ciuda aparentei brutalități, multe melodii au versuri cu un anumit sens al umorului. "Zwitter" este un exemplu al narcisismului și al bisexualității prin persoana unui hermafrodit.
```
   Wenn die anderen Mädchen suchten (Când ceilalți căutau fete)
   Konnt ich mich schon selbst befruchten (Eu deja puteam să mă fertilizez).
```

În mod similar, melodia "Amerika" concepe o adaptare tongue-in-cheek a refrenului normal: 
```
   We're all living in Amerika
   Coca-Cola, Wonderbra! 
```

De obicei, 'Amerika ist wunderbar' (minunată), într-un refren este cântat "Coca-Cola, sometimes war" ("Coca-Cola, uneori război")
```
   We're all living in Amerika (Trăim în America)
   Amerika, Amerika! (America, America)
```

Unele melodii indică influențe neașteptate. "Dalai Lama" este o adaptare a faimosului poem "Der Erlkönig" al lui Johann Wolfgang von Goethe. "Hilf mir" este inspirată de nuvela "Die gar traurige Geschichte mit dem Feuerzeug" (Fetița cu chibriturile) a lui Heinrich Hoffmann.

## Discografie

### Albume
- Herzeleid (24 septembrie 1995)
- Sehnsucht (22 august 1997)
- Mutter (2 aprilie 2001)
- Reise, Reise (27 septembrie 2004)
- Rosenrot (28 octombrie 2005)
- Liebe ist für alle da (16 octombrie 2009)
- Rammstein (17 mai 2019)
- Zeit (29 aprilie 2022)

Albume live
- Live aus Berlin (31 august 1999; a fost înregistrat într-un concert în Wuhlheide Park, Berlin, în 1998)
- Völkerball (27 noiembrie 2006)
- Rammstein in Amerika (25 septembrie 2015)
- Rammstein: Paris (19 mai 2017)

Compilații
- Made in Germany 1995–2011 (2 decembrie 2011)
- Remixes (2020)

Dacă Herzeleid a fost bine primit de public, Sehnsucht este privit ca pe un "album-rest". Oricum diferențele au fost rezolvate în timpul înregistrării albumului Reise, Reise.
Albumul Rosenrot a fost lansat pe 28 octombrie 2005. Multe melodii lăsate în afara albumului Reise, Reise au fost incluse pe noul album, însă au fost înregistrate și piese noi. Melodia Benzin a fost cântată prima oară în Wuhlheide Park pe 23-26 iunie 2005, și în alte patru show-uri în Marea Britanie (Newcastle, Birmingham, Glasgow și Cardiff) în iulie 2005. Trupa ia o pauză în 2006 și lansează următorul album în 2009 (Liebe ist für alle da).

### Cover-uri și adaptări
Melodiile Rammstein au fost preluate drept cover-uri de către mai multe trupe faimoase fiind: Pet Shop Boys care au remixat melodia "Mein Teil". Recent, grupul Gregorian a prelucrat melodia "Engel" ca pe un cântec gregorian pentru albumul lor "The Dark Side". Aceeași melodie a fost prelucrată de Scala & Kolacny Brothers, un cor belgian de fete, rezultând o melodie plicticoasă, total opusă originalului. De asemenea, compozitorul german, Torsten Rasch a produs un ciclu clasic-simfonic intitulat "Mein Herz Brennt", bazat pe albumul "Mutter". Melodia "AlterMann" a fost de asemenea inclusă pe CD. Cover-ul "Seemann" al Ninei Hagen și Apocalyptica a impresionat trupa așa de mult încât i-a invitat pe aceștia să le fie alături în "Spring 2005" și au evoluat împreună în melodia "Ohne dich". De asemenea, pe single-ul "Benzin" există o melodie ft. Apocalyptica.
Rammstein au creat cover-uri, incluzând "Das Modell" al celor de la Kraftwerk, "Stripped" al celor de la Depeche Mode, "Pet Sematary" al celor de la The Ramones și "Shtil", redenumită "Shtiel" a celor de la Ariya, o trupă de heavy metal din Rusia.

## Lansări video și de film
La câțiva ani de la debutul carierei lor, Rammstein au atras atenția Hollywood-ului prin spectacolele explozive și muzica energică. Producătorii David Lynch și Rob Cohen sunt fani declarați. Explicând de ce a introdus în primele 4 minute ale thriller-ului său xXx un concert Rammstein din Praga, Cohen a spus: "Cred că era în 1997 când am trecut prin Hamburg și am văzut un concert în care ei (membrii trupei) se vânau unul pe altul cu dildo-uri (penis fals) împroșcând cremă de ouă, apoi mai erau și efectele pirotehnice și celelalte, aceasta este o trupă nebună. Sunt foarte teatrali și emoționanți, dar muzica lor este foarte foarte bună. E foarte interesantă în termenii energiei pe care o expun".
Lansările filmelor la care au colaborat Rammstein sunt:
| Data Lansării      | Film                        | Melodie                                             |
| 18 februarie, 1997 | Lost Highway                | "Rammstein", "Heirate mich"                         |
| 21 octombrie, 1997 | Mortal Kombat: Annihilation | "Engel"                                             |
| 4 august, 1998     | For the Masses              | "Stripped"                                          |
| 1999               | Wing Commander              | "Eifersucht"                                        |
| 30 martie, 1999    | Family Values Tour 1998     | "Du hast", "Bück dich"                              |
| 2000               | CKY, Vol. 2                 | "Du hast"                                           |
| 2001               | How High                    | "Du hast"                                           |
| 12 martie, 2002    | Resident Evil               | "Halleluja"                                         |
| 6 august, 2002     | xXx                         | "Feuer frei!" (live în film)                        |
| 23 august, 2002    | Lilya 4-ever                | "Mein Herz brennt (film-remix)", "Mein Herz brennt" |
| 30 august, 2002    | FeardotCom                  | "Sonne"                                             |
| 9 august, 2004     | Resident Evil: Apocalypse   | "Mein Teil"                                         |
| 2006               | See No Evil                 | "Mein Teil"                                         |

Videoclipul "Feuer Frei!" conține secvențe din filmul xXx.

## Show-uri
Rammstein au atras atenția în special prin efectele pirotehnice folosite, ghidându-se după motto-ul "Alte trupe cântă, Rammstein arde!" (făcând referire la gluma trupei Manowar din melodia "kings of Metal", care spune "Alte trupe cântă, Manowar ucide").
Varietatea de efecte pirotehnice folosite poate fi văzută în lista recenta a concertelor care conține itemi precum măști Lycopodium, mănunchiuri de explozii orbitoare, lumini intermitente pirotehnice, "comete", țevi "flash" și "Mortar Hits".
Spectacolul desfășurat pe scenă include și: 
- Purtarea unor aruncătoare de flăcări pe fața membrilor trupei (măștile Lycopodium, denumite și "Măști de dragon") în timpul evoluției scenice (exemplu: "Feuer frei!" - video);
- Till Lindemann cântă melodii întregi (de exemplu "Rammstein") având aruncătoare de flăcări gemene pe ambele brațe;
- Sex anal simulat și un penis fals prin care se aruncă lichior (bere) la patru metri deasupra publicului (în timpul melodiei "Bück dich");
- Christian Lorenz este purtat de către Till Lindemann în echipament complet de sclav în timpul melodiei "Bück dich". Din acest motiv, în iunie 1999 la Worcester, Massachusetts, ambii membri au fost arestați;
- Bețe de baterie, bateria, microfoane și bocanci explozibili;
- Flake Lorenz este prăjit într-un cazan uriaș de către Till Lindemann, cu un aruncător de flăcări, în timpul melodiei "Mein Teil";
- Rachete controlabile pe cabluri deasupra mulțimii;
- Flake distrugând o orgă în stilul Nine Inch Nails și The Who;
- Microfoane, orgă și chitare în flăcări;
- Membrii trupei ajung în public într-o barcă gonflabilă (exemplu: Flake în timpul melodiei "Seemann", Live aus Berlin DVD);
- Flake conducând un Segway HT în timpul melodiei "Amerika".

Show-urile Rammstein au devenit din ce în ce mai elaborate pe măsura trecerii anilor. Acum 10 ani obișnuiau să folosească kerosen pe toată suprafața scenei și să îl aprindă. După câteva accidente trupa a angajat profesioniști în crearea de show-uri pirotehnice. Till Lindemann este un pirotehnician licențiat acum.
Costumele folosite sunt exotice. În timpul turneului Reise, Reise, au purtat pantaloni până la genunchi numiți: "Lederhosen", corsete și uniforme militare cu epoleți de oțel. În timpul turneului Mutter, ei au creat senzație prin coborârea pe scenă dintr-un uter uriaș și purtând scutece.
După cum spunea Richard Kruspe, toată nebunia de pe scenă este deliberată (motto-ul Rammstein, creat de Christoph Schneider, ar fi "Fă lucrurile cum vrei! Și exagerează-le!"). Scopul lor este să atragă publicul și să se distreze în același timp. "Trebuie știut că 99% dintre oameni nu ne înțeleg versurile așa că trebuie să intervii cu ceva ca să menții show-ul. Noi trebuie să facem ceva. Ne place să avem spectacole, să ne jucăm cu focul. Avem simțul umorului. Râdem de ceea ce facem, ne distrăm...dar nu suntem în Spinal Tap. Luăm muzica și versurile în serios. Este o combinație de umor, teatru și cultura noastră Est-Germană!" (The Grand Rapids Press, 22 iulie 1999)
La Metaltown Festival în Göteborg, Suedia (30 iulie 2005), Till este accidentat de Flake cu un Segway PT. Din acest motiv, concertele din Asia și America Latină au fost anulate.

## Controverse
Rammstein nu au fost timizi în privința controverselor apărute și au atras mereu condamnări din partea apărătorilor moralității. Comportamentul lor pe scenă i-a dus la o noapte în închisoare în iunie 1999 după ce au folosit un penis fals uriaș în concertul Worcester, Massachusetts. Înapoi acasă, în Germania, trupa a fost acuzată de simpatii fasciste din cauza întunecatei și uneori militarei imagini a videoclipurilor și a concertelor, acest lucru incluzând folosirea unor fragmente din filmul Olympia de Leni Riefenstahl în videoclipul melodiei "Stripped". Debutul albumului Herzeleid, lansat în Germania în 1995, inițial a avut pe copertă imaginea membrilor trupei cu busturile goale. Criticii au acuzat trupa că încearcă să se vândă ca "bărbați-poster pentru Master Race". Rammstein au negat acuzațiile aduse și au spus că nu au nimic în comun cu politica sau supremația de orice fel. De atunci, albumul a primit o altă copertă ce prezintă chipurile celor șase membri. 
S-a scris în presa germană că r-ul pronunțat de Till Lindemann sună ca și r-ul pronunțat de Adolf Hitler.
Melodia "Links 2,3,4" a fost compusă ca o ripostă la aceste critici. În concordanță cu spusele lui Richard Kruspe: "Aceasta înseamnă "Inima mea bate în/pentru stânga, doi, trei, patru. Este simplu. Dacă vrei să ne încadrezi într-o categorie politică, suntem pentru stânga, și acesta este motivul pentru care am compus melodia." (The Grand Rapids Press, 22 iulie 2001). Desigur, aceasta reprezintă și o aluzie la cadența marșului militar, "links 2,3,4" fiind o comandă des auzită în instrucția armatei germane, deoarece "links" se referă la piciorul stâng. Flake a postat recent într-un chat că melodia a fost compusă pentru a demonstra că se poate face un cântec supărător, "diabolic", cu ritm militar care nu are nimic în comun cu ideile naziste.
În aprilie 1999 s-a aflat că Eric Harris și Dylan Klebold, cei doi băieți care au săvârșit masacrul de la liceul Columbine, erau fani Rammstein și că era, de asemenea, trupa lor preferată. 
Rammstein au primit critici aspre din partea grupărilor catolice și conservatoare din Statele Unite, care susțineau că trupa Rammstein este influențată de demoni. Ca răspuns, trupa a afirmat: "Membrii trupei își exprimă sincere condoleanțe celor afectați de către evenimentele tragice petrecute recent în Denver. Ei doresc să clarifice faptul că nu au conținuturile versurilor și nici credințe politice care să influențeze astfel de comportamente. În plus, ei au propriii lor copii în care investesc valori sănătoase și non-violente."
Jeff Weise⁠(en)[traduceți], implicat în masacrul de la liceul Red Lake⁠(en)[traduceți] era de asemenea un fan Rammstein.
Făcându-se referire la masacrul de la școala din Beslan⁠(en)[traduceți], din Rusia din septembrie 2004, autoritățile ruse susțin că cei care au luat ostaticii "ascultau trupa germană de hard rock Rammstein pe player-ele portabile proprii în timpul atacului pentru a se menține nervoși și supărați". Afirmația nu a fost confirmată independent și autoritățile ruse sunt știute pentru preocuparea pentru faptul că Rammstein au fost prea atrași de elementele nedorite în societatea rusă. Un concert în Moscova a fost anulat de teama că bande de skinhead ar putea ataca.
Membrii trupei au comentat acest lucru cu privire la această problemă:
Till Lindemann: "S-au discutat multe despre asta, dar dacă există sentimente radicale în oameni, orice îi poate trezi; un tablou, o imagine, orice. Este doar o coincidență faptul că s-a întâmplat să fie muzica noastră. Este important să ne gândim la ceea ce i-a determinat să ia decizii, cum au devenit animale, nu gustul lor în muzică. Ori de câte ori se întâmplă ceva de genul acesta, "Bine, să dăm vina pe artist"."
Christoph Schneider: "Muzica noastră este făcută pentru a elibera agresiunea, iar oamenii care o ascultă sunt nevoiți să facă acest lucru, dar nu este vina noastră. Ar trebui să încetăm să facem muzică greșită, deoarece oamenilor răi ar putea să le placă?"
În mod coincidențial, la 10 septembrie 2001, a fost lansat videoclipul melodiei "Ich Will" ("Vreau"), care descrie trupa ca hoți de bancă care doresc să primească un mesaj și un premiu Goldene Kamera versiune a premiului Emmy, pentru "acțiunile" lor. În Statele Unite, videoclipul a fost difuzat abia târziu în noaptea de după atacurile din 11 septembrie 2001 în  New York City, deși mulți oficiali și politicieni din mass-media au cerut ca videoclipul să fie tras de la difuzarea completă.
În octombrie 2004, videoclipul piesei "Mein Teil" a cauzat controverse în Germania când a fost lansat. Acesta preia o viziune comică, neagră a cazului de canibalism al lui Armin Meiwes⁠(en)[traduceți] arătând pe membrii trupei ținuți în lesă de un travestit și tăvălindu-se în noroi. Controversele nu au oprit (probabil că au ajutat chiar) ajungerea pe locul #2 în topurile germane a single-ului. Meiwes - acuzat de măcelărire de oameni în 2004, acuzațiile fiind retrase în 2006, și de crimă - a intentat un proces împotriva trupei pentru încălcarea drepturilor poveștii. Rezultatul cazului nu a fost raportat.
Viziunea membrilor despre propria imagine este sanguină: "Ne place să fim pe marginea negativă." spune Paul, în timp ce Flake comentează: "Controversele sunt amuzante, precum furtul fructului interzis. Dar servește unui scop. Ne place ca audiența să se lupte cu muzica noastră, și oamenii devin mai receptivi." (The Times, 29 ianuarie 2005).
Videoclipul piesei "Mann gegen Mann" (Bărbat contra bărbat) de pe albumul, Rosenrot, a cauzat unele controverse deoarece toți membrii trupei sunt complet nuzi, cu excepția lui Till Lindemann care poartă ceea ce s-ar potrivi descrierii "scutec de latex". În plus, sunt prezenți și alți bărbați nuzi cu șezuturile vizibile clar, însă nici un organ genital nu poate fi văzut. Videoclipul a fost prezentat necenzurat la MTV. A fost notat drept FSK⁠(en)[traduceți] 16 și nu poate fi difuzat la televizor înainte de ora 22:00.

## Premii
- 1Live Krone
  - 2005: Cel mai bun live
- Bravo Otto
  - 1997: Argint pentru trupă rock
  - 2005: Bronz pentru trupă rock
- Comet
  - 1998: Cea mai bună trupă live
  - 2005: Cel mai bun videoclip pentru "Keine Lust"
- Echo
  - 1998: Cel mai bun videoclip pentru "Engel"
  - 1999: Cel mai de succes artist internațional
  - 2002: Artist/Grup-ul anului național
  - 2005: Artist/Grup-ul anului național/internațional
  - 2005: Cel mai bun live național
  - 2006: Artist/Grup-ul anului național
  - 2010: Cel mai bun Rock/Alternativ /Heavy Metal național
  - 2011: Cel mai bun videoclip național pentru "Ich tu dir weh"
  - 2012: Cel mai bun Grup Rock/Alternative național
  - 2012: Cel mai mare succes în străinătate
- Edison Award
  - 2006: Cel mai bun album alternativ pentru "Rosenrot"
- Emma
  - 2005: Cel mai bun artist străin
- Grammy Awards
  - 1999: Cea mai bună performanță metalică – "Du hast" (nominalizat)
  - 2006: Cea mai bună performanță metalică – "Mein Teil" (nominalizat)
- Hard Rock Award
  - 2002: Cel mai bun act Rock
  - 2004: Cel mai bun album pentru Reise, Reise
  - 2004: Cea mai bună melodie și cel mai bun videoclip pentru "Mein Teil"
- Kerrang! Awards
  - 2002: Cel mai bun live internațional
  - 2010: Premiul inspirației Kerrang!
- Metal Hammer Awards
  - 2012: Cea mai bună trupă germană
- MTV Europe Music Award
  - 2005: Cel mai bun act german
- Loudwire Music Award
  - 2011: Videoclipul anului pentru "Mein Land"
- Revolver Golden Gods Award
  - 2011: Cea mai bună trupă live
- Rock Mag / Le Mouv
  - 2006:
    - Artist sau Grup internațional
    - Albumul internațional pentru Rosenrot
    - Melodie internațională pentru "Mann gegen Mann"
    - Clip internațional pentru "Benzin"
    - Concert pentru Rammstein (Arènes de Nîmes)
    - Cântăreț internațional pentru Till Lindemann
- Rock Pics
  - 2006:
    - Artist sau Grup internațional
    - Concertul anului pentru concertul din Nîmes
    - Cântăreț internațional pentru Till Lindemann
    - Basist-ul anului pentru Oliver Riedel
    - Keyboard-ul anului pentru Flake Lorenz
    - Toboșarul anului pentru Christoph Schneider
- Pollstar Concert Industry Awards
  - 2012: Cele mai creative producții în scenă pentru "Made in Germany 1995-2011 Tour" (nominalizat)
- UK Music Video Awards
  - 2012: Cel mai bun stil pentru "Mein Land" (nominalizat)
  - 2017: Cel mai bun concert live pentru "Rammstein: Paris"
- World Music Award
  - 2005: Cei mai buni artiști de vânzare în întreaga lume - Germania
  - 2010: Cei mai buni artiști de vânzare în întreaga lume - Germania

## Turneuri
- Turneul Herzeleid (1994 – 1997)
- Turneul Sehnsucht (1997 – 2001)
- Turneul Family Values 1998 (22 septembrie 1998 – 31 octombrie 1998)
- Turneul Mutter (2001 – 2002)
- Turneul Pledge of Allegiance (2001) (În perioada august - noiembrie a turneului Mutter)
- Turneul Ahoi (Turneul Reise, Reise) (2004 – 2005)
- Turneul Liebe Ist Für Alle Da (2009 – 2011)
- Turneul Made in Germany 1995-2011 (2011 - 2013)
- Turneul Rammstein 2016 (2016)
- Turneul Festivalului Rammstein 2017 (2017)
- Turul Europei 2019 - 2020 (2019-2020)